# Keflavik ÍF
El Keflavík Íþrótta- og ungmennafélag és un club de futbol islandès de la ciutat de Keflavík, al municipi de Reykjanesbær.

## Història
Va ser fundat el 29 de setembre de 1929 com a UMFK Keflavik. El 1956 es fusiona amb KFK Keflavik esdevenint IthrottaBandalag Keflavikur (IBK Keflavík). El 1994 adopta el nom actual.

## Palmarès
- Lliga islandesa de futbol: 4 1964, 1969, 1971, 1973
- Copa islandesa de futbol: 4 1975, 1997, 2004, 2006